# Narodowe Centrum Nauki
Narodowe Centrum Nauki – agencja grantowa z siedzibą w Krakowie, która powstała na podstawie ustawy z dnia 30 kwietnia 2010 r. o Narodowym Centrum Nauki. NCN finansuje badania podstawowe, czyli prace eksperymentalne lub teoretyczne podejmowane przede wszystkim w celu zdobycia nowej wiedzy o podstawach zjawisk i obserwowalnych faktów, bez nastawienia na bezpośrednie zastosowanie komercyjne. Centrum oficjalnie rozpoczęło działalność 4 marca 2011 r..

## Budżet
Do końca 2021 r. NCN przyznało ponad 25 tysięcy grantów na łączną kwotę blisko 12 miliardów złotych. Ponad połowa kwoty przyznanej przez NCN w 2021 r. wsparła rozwój młodych naukowców. Granty NCN to dla nich szansa na szybsze uzyskanie samodzielności naukowej.
| Rok  | Kwota [mld zł] |
| ---- | -------------- |
| 2016 | 1,03           |
| 2017 | 1,19           |
| 2018 | 1,35           |
| 2019 | 1,28           |
| 2020 | 1,29           |
| 2021 | 1,30           |
| 2022 | 1,58           |
| 2023 | 1,52           |
| 2024 | 1,68           |
| 2025 | 1,73           |

## Zadania
Do zadań Centrum należy:
- finansowanie badań podstawowych realizowanych w formie:
  - projektów badawczych, w tym finansowanie zakupu lub wytworzenia aparatury naukowo-badawczej niezbędnej do realizacji tych projektów,
  - niepodlegających współfinansowaniu z zagranicznych środków finansowych projektów badawczych realizowanych w ramach programów lub inicjatyw międzynarodowych ogłaszanych we współpracy dwu- lub wielostronnej albo projektów badawczych realizowanych przy wykorzystaniu przez polskie zespoły badawcze wielkich międzynarodowych urządzeń badawczych,
  - projektów badawczych realizowanych przez młodych naukowców w rozumieniu art. 360 ust. 2 ustawy z dnia 20 lipca 2018 r.[18] – Prawo o szkolnictwie wyższym i nauce, w tym mających na celu stworzenie unikatowego warsztatu naukowego lub powołanie nowego zespołu naukowego,
  - stypendiów doktorskich i staży po uzyskaniu stopnia naukowego doktora,
  - projektów badawczych dla doświadczonych naukowców mających na celu realizację pionierskich badań naukowych, w tym interdyscyplinarnych, ważnych dla rozwoju nauki, wykraczających poza dotychczasowy stan wiedzy, i których efektem mogą być odkrycia naukowe;
  - badań naukowych nienależących do zakresu badań finansowanych przez Narodowe Centrum Badań i Rozwoju;
- nadzór nad realizacją wyżej wymienionych badań naukowych;
- współpraca międzynarodowa w ramach finansowania działalności w zakresie badań podstawowych;
- upowszechnianie w środowisku naukowym informacji o ogłaszanych przez NCN konkursach;
- inspirowanie i monitorowanie finansowania badań podstawowych ze środków pochodzących spoza budżetu państwa;
- inne zadania zlecone przez ministra właściwego do spraw nauki, ważne dla rozwoju badań podstawowych, w tym opracowywanie programów badawczych ważnych dla kultury narodowej;
- finansowanie nagrody Narodowego Centrum Nauki przyznawanej zgodnie z regulaminem określonym przez Radę i zatwierdzonym przez Ministra.

## Organizacja
Dyrektora NCN powołuje Minister właściwy do spraw nauki, po przeprowadzeniu otwartego konkursu.
Pierwszym dyrektorem powołanym na czteroletnią kadencję (od 4 marca 2011 do 3 marca 2015) został prof. Andrzej Jajszczyk. Od 4 marca 2015 funkcję tę pełnił przez 2 kadencje prof. Zbigniew Błocki. 30 października 2023 dyrektorem NCN został prof. Krzysztof Jóźwiak.
Rada NCN składa się z dwudziestu czterech członków, powoływanych przez Ministra właściwego do spraw nauki spośród kandydatów wskazanych przez Zespół Identyfikujący. Rada rozpoczęła działalność 15 grudnia 2010.

## Konkursy NCN
Narodowe Centrum Nauki finansuje projekty badawcze z zakresu badań podstawowych, stypendia doktorskie, staże po uzyskaniu stopnia naukowego doktora oraz działania naukowe.

### Konkursy krajowe
- OPUS – konkurs na projekty badawcze otwarty dla wszystkich naukowców. Od września 2020 formuła konkursu umożliwia również prowadzenie projektów badawczych we współpracy międzynarodowej dwustronnej lub wielostronnej, a także przedsięwzięć realizowanych przy wykorzystaniu przez polskie zespoły badawcze wielkich międzynarodowych urządzeń badawczych;
- PRELUDIUM – konkurs na projekty badawcze realizowane przez osoby nieposiadające stopnia naukowego doktora;
- PRELUDIUM BIS – konkurs mający na celu wsparcie kształcenia doktorantów w szkołach doktorskich, w tym finansowanie projektów badawczych realizowanych przez doktorantów w ramach przygotowywanych rozpraw doktorskich;
- SONATINA – na projekty badawcze realizowane przez młodych badaczy, posiadających stopień doktora uzyskany w okresie do 3 lat przed rokiem wystąpienia z wnioskiem lub  którym zostanie nadany stopień doktora do 30 czerwca tego roku;
- SONATA – konkurs na projekty badawcze realizowane naukowców, którzy uzyskali stopień doktora w okresie od 2 do 7 lat przed rokiem wystąpienia z wnioskiem;
- SONATA BIS – konkurs na projekty badawcze mające na celu powołanie nowego zespołu naukowego, realizowane przez osoby posiadające stopień naukowy lub tytuł naukowy, które uzyskały stopień naukowy doktora w okresie od 5 do 12 lat przed rokiem wystąpienia z wnioskiem;
- MINIATURA – konkurs na działania naukowe: badania wstępne/pilotażowe, kwerendy, staże naukowe, wyjazdy badawcze albo wyjazdy konsultacyjne dla naukowców, którzy uzyskali stopień doktora w ciągu 12 lat przed rokiem wystąpienia z wnioskiem;
- MAESTRO – konkurs dla doświadczonych naukowców na projekty badawcze mające na celu realizację pionierskich badań naukowych, w tym interdyscyplinarnych, ważnych dla rozwoju nauki, wykraczających poza dotychczasowy stan wiedzy, których efektem mogą być odkrycia naukowe;
- ARTIQ – konkurs mający na celu zwiększenie potencjału naukowego i B+R Polski w obszarze sztucznej inteligencji (AI) poprzez stworzenie trzech Centrów Doskonałości w obszarze AI;
- TANGO – konkurs prowadzony w ramach wspólnego przedsięwzięcia z Narodowym Centrum Badań i Rozwoju, umożliwiający dofinansowanie prac koncepcyjnych, badań przemysłowych i prac rozwojowych bazujących na wynikach badań podstawowych sfinansowanych wcześniej przez Narodowe Centrum Nauki;

Konkursy krajowe zawieszone lub zakończone:
- SYMFONIA – konkurs na międzydziedzinowe projekty badawcze realizowane przez wybitnych naukowców, których badania wyróżniają się najwyższą jakością, odważnym przekraczaniem granic pomiędzy różnymi dziedzinami nauki, przyczyniając się do tworzenia nowych wartości i otwierania nowych perspektyw w nauce. Czasowo zawieszony od 2016 roku;
- FUGA – konkurs na staże krajowe po uzyskaniu stopnia naukowego doktora. Zawieszony od 2016;
- ETIUDA – konkurs na stypendia doktorskie;
- UWERTURA – konkurs na staże w zagranicznych zespołach naukowych realizujących granty ERC;

### Konkursy międzynarodowe
Konkursy dwustronne:
- BEETHOVEN CLASSIC – konkurs na polsko-niemieckie projekty badawcze realizowane przez zespoły polsko-niemieckie;
- DAINA – konkurs na polsko-litewskie projekty badawcze realizowane we wszystkich dyscyplinach naukowych;
- DIOSCURI – program, który powstał z inicjatywy Towarzystwa Maxa Plancka (MPG), a jego celem jest utworzenie Centrów Doskonałości Naukowej Dioscuri w Europie Środkowej i Wschodniej;
- SHENG – konkurs na projekty badawcze realizowane przez zespoły polsko-chińskie;

Konkursy wielostronne:
Konkursy wielostronne przeprowadzane są wspólnie z zagranicznymi agencjami finansującymi badania naukowe w ramach międzynarodowych sieci lub konsorcjów wspierających projekty w określonych dziedzinach nauk.
- BiodivERsA – badania poświęcone ochronie środowiska naturalnego i zrównoważonemu zarządzaniu bioróżnorodnością;
- CHIST-ERA – badania z zakresu technologii informacyjnych oraz komunikacyjnych ICST (Information and Communication Science and Technologies);
- EqUIP – (EU-India Platform for Social Sciences and Humanities) to inicjatywa, której misją jest wspieranie współpracy z Indiami w zakresie humanistyki i nauk społecznych;
- ERA-CAPS (ERA-Net for Coordinating Action in Plant Sciences) – sieć agencji finansujących badania naukowe w dziedzinie biologii molekularnej roślin;
- ForestValue – inicjatywa, której misją jest wspieranie innowacyjności i konkurencyjności sektora leśnego w Europie oraz jego przekształcenie w sektor wykorzystujący zasoby leśne na podstawie zdobyczy nauki;
- HERA (Humanities in the European Research Area) – badania naukowe z dziedziny humanistyki, zwrócenie uwagi na społeczne, kulturowe oraz polityczne wyzwania współczesnej Europy;
- JPI Urban Europe wspiera naukowców realizujących międzynarodowe, interdyscyplinarne projekty badawcze odpowiadające na wyzwania współczesnych miast i obszarów zurbanizowanych;
- JPIAMR (Joint Programming Initiative on Antimicrobial Resistance) – badania realizowane przez międzynarodowe konsorcja stosujące podejście One Health w 6 priorytetowych obszarach – terapeutyka, diagnostyka, nadzór, transmisja, środowisko i interwencje;
- JPND (EU Joint Programme – Neurodegenerative Disease Research) – badania naukowe nad chorobami neurozwyrodnieniowymi;
- NORFACE – badania w obszarze nauk społecznych;
- Solar-driven Chemistry – projekty badawcze dotyczące procesów fotochemicznych w świetle słonecznym;
- Trans-Atlantic Platform (T-AP) for Social Sciences and Humanities – to inicjatywa organizacji finansujących badania naukowe w zakresie nauk humanistycznych i społecznych. Działa jako sieć współpracy dla podmiotów finansujących badania naukowe z krajów obu Ameryk i Europy, finansująca swoje działania ze środków krajowych agencji członkowskich;

Współpraca oparta na procedurze agencji wiodącej LAP:
Centrum angażuje się w programy oparte na procedurze agencji wiodącej (Lead Agency Procedure – LAP) polegającej na wykorzystaniu krajowych konkursów, uruchamianych przez każdą z zaangażowanych instytucji, do oceny projektów międzynarodowych. Wnioski o finansowanie dwu- lub trójstronnych projektów badawczych we wszystkich dyscyplinach nauki są poddawane ocenie merytorycznej tylko w jednej z instytucji – agencji wiodącej. Rolę agencji wiodącej pełni wybrana instytucja, właściwa dla jednego z zespołów uczestniczących w danym projekcie. Wnioski te oceniane są wraz z pozostałymi wnioskami złożonymi konkursie, również tymi, które nie mają międzynarodowego charakteru.
Narodowe Centrum Nauki realizuje współpracę na podstawie procedury LAP w ramach programu Weave (konkursy Weave-UNISONO oraz OPUS + LAP). Podwaliny dla tej współpracy zostały stworzone w ramach współpracy między NCN i agencjami finansującymi badania naukowe z Austrii (FWF – Austrian Science Fund – Fonds zur Förderung der wissenschaftlichen Forschung), Czech (GAČR - Czech Science Foundation – Grantová agentura České Republiky) oraz Słowenii (ARRS- Slovenian Research Agency – Javna agencija za raziskovalno dejavnost Republike Slovenije) w ramach programu CEUS-UNISONO.
Międzynarodowe sieci koordynowane przez NCN:
- QuantERA (ERA-NET Cofund in Quantum Technologies) – sieć 41 organizacji[21] finansujących badania z zakresu technologii kwantowych z 31 państw, koordynowana przez Narodowe Centrum Nauki. Głównym celem programu jest organizacja konkursów na międzynarodowe projekty badawcze. Na realizację programu QuantERA NCN pozyskało dwa granty z Komisji Europejskiej w łącznej wysokości ok. 26,5 mln euro. Całościowy budżet programu to 89 mln euro.
- CHANSE (Collaboration of Humanities and Social Sciences in Europe) – to koordynowany przez NCN program realizowany przez 27 instytucji finansujących badania naukowe z 24 krajów europejskich. W ramach programu ogłoszono konkurs na międzynarodowe projekty badawcze pt. Transformations: Social and cultural dynamics in the digital age. Na realizację programu CHANSE NCN pozyskało grant z Komisji Europejskiej w wysokości ok. 10 mln euro. Całościowy budżet programu to ok. 36,5 mln euro.

Polonez BIS:
Program POLONEZ BIS jest współfinansowany przez Komisję Europejską i Narodowe Centrum Nauki w ramach prestiżowego grantu Marie Skłodowska-Curie COFUND. Adresatami konkursu są naukowcy, którzy przyjeżdżają z zagranicy. Program gwarantuje zatrudnienie w pełnym wymiarze czasu pracy i fundusze na realizację własnych projektów badawczych w dowolnej dyscyplinie naukowej. W ramach programu do Polski przyjedzie 120 doświadczonych naukowców.
Fundusze EOG i Fundusze Norweskie:
NCN jest operatorem programu Badania podstawowe w III edycji funduszy EOG i funduszy norweskich. Na badania podstawowe przeznaczono  40% środków z obu Mechanizmów Finansowych (48,77 mln Euro), w tym badania polarne oraz nauki społeczne. Partnerem programu Badania po stronie darczyńców jest Norweska Rada Badań (Research Council of Norway). W ramach programu zostały ogłoszone następujące konkursy:
- GRIEG – konkurs na polsko-norweskie projekty badawcze;
- IdeaLab – innowacyjny interdyscyplinarny konkurs IdeaLab dla wykonawców z Polski, Norwegii, Islandii i Liechtensteinu na projekty badawcze odpowiadające na ważne wyzwania społeczne;
- POLS – mobilnościowy konkurs w ramach funduszu małych grantów, dla naukowców z zagranicy chcących prowadzić badania w Polsce;

## Procedura oceny
NCN stosuje dwuetapowy system środowiskowej oceny wniosków (peer review) uwzględniający zarówno ocenę wartości i jakości samego projektu, jak i dorobku jego wykonawców. Oceny merytorycznej wniosków dokonują zespoły ekspertów i przebiega ona dwuetapowo.
I ETAP Wnioski są najpierw oceniane indywidualnie przez członków zespołów ekspertów, a decyzja o zakwalifikowaniu wniosku do kolejnego etapu jest podejmowana kolegialnie przez zespół podczas posiedzenia (panelu).
II ETAP Wnioski oceniają eksperci zewnętrzni i/lub przeprowadzana jest rozmowa kwalifikacyjna z kierownikiem projektu. Ostateczne decyzje o zakwalifikowaniu projektu do finansowania podejmuje ponownie zespół ekspertów, podczas drugiego posiedzenia panelowego.

## Nagroda Narodowego Centrum Nauki
Nagroda Narodowego Centrum Nauki ustanowiona została przez Radę NCN w lutym 2013 roku. Wyróżnienie otrzymują młodzi badacze za szczególne osiągnięcia naukowe w zakresie badań podstawowych. Nagroda przyznawana jest przez Kapitułę, w skład której wchodzi Dyrektor i Rada NCN oraz przedstawiciele fundatorów nagrody. Naukowcy otrzymują ją w trzech obszarach badawczych:
- nauki humanistyczne, społeczne i o sztuce;
- nauki o życiu;
- nauki ścisłe i techniczne.

Po raz pierwszy wyróżnienia wręczono 9 maja 2013 roku w Katowicach podczas obchodów Dni Narodowego Centrum Nauki. Kolejne edycje odbywały się co roku w październiku, w Krakowie. Poniższy spis oparto na stronie NCN.
| rok  | obszar                                    | obszar                    | obszar                    |
| rok  | nauki humanistyczne, społeczne i o sztuce | nauki o życiu             | nauki ścisłe i techniczne |
| ---- | ----------------------------------------- | ------------------------- | ------------------------- |
| 2013 | Anna Matysiak                             | Andrzej Dziembowski       | Piotr Garstecki           |
| 2014 | Marcin Miłkowski                          | Janusz Bujnicki           | Michał Horodecki          |
| 2015 | Michał Bilewicz                           | Wiesław Babik             | Piotr Śniady              |
| 2016 | Marcin Szwed                              | Katarzyna Starowicz-Bubak | Mikołaj Bojańczyk         |
| 2017 | Anna Brożek                               | Szymon Świeżewski         | Adam Rycerz               |
| 2018 | Bartosz Brożek                            | Joanna Sułkowska          | Piotr Sankowski           |
| 2019 | Michał Wierzchoń                          | Roman Szczęsny            | Dawid Pinkowicz           |
| 2020 | Jakub Growiec                             | Wojciech Fendler          | Michał Tomza              |
| 2021 | Paweł Polkowski                           | Sebastian Glatt           | Jonatan Gutman            |
| 2022 | Karolina Safarzyńska                      | Michał Bogdziewicz        | Piotr Wcisło              |
| 2023 | Karolina Ćwiek-Rogalska                   | Łukasz Opaliński          | Katharina Boguslawski     |
| 2024 | Błażej Skrzypulec                         | Marcin Magierowski        | Wiktor Lewandowski        |